# 鱷科
鳄科（学名：Crocodylidae）是鳄目下的一个科，它包括所有一般被称为鳄的动物。但是鳄这个概念在一般生活中的定义不非常确定，它往往也指所有鳄目中的动物，既也包括短吻鱷科和長吻鱷科的动物。有时这个概念甚至包括鱷形超目的所有动物，即也包括今天鳄的远古亲属和祖先。鳄是大型水生爬行动物，它们生活在非洲、亚洲、美洲和澳大利亚的热带地区。它们喜欢在淡水中如河、湖和沼泽地中聚集。有时也会生活在半海水中。有些种，比如澳大利亚的灣鱷以及东南亚和太平洋岛屿的鳄也生活在海滨。它们可以游到离海岸相当远的地方。大多数鳄吃脊椎动物如鱼、爬行动物和哺乳动物。有些种有时也吃无脊椎动物如软体动物和甲壳动物。鳄是一种非常古老的动物，从恐龙时代至今它们没有发生很大的变化。

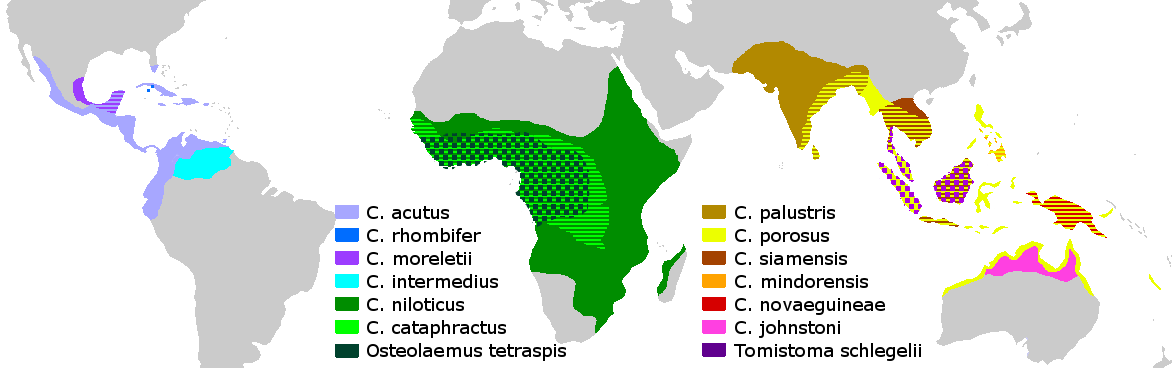
鳄科物种分布图

鳄的学名来自希腊语，它由（石头）和（虫）两个部分组成。
埃及神话中的神索贝克是拥有鳄的头的。

## 描写

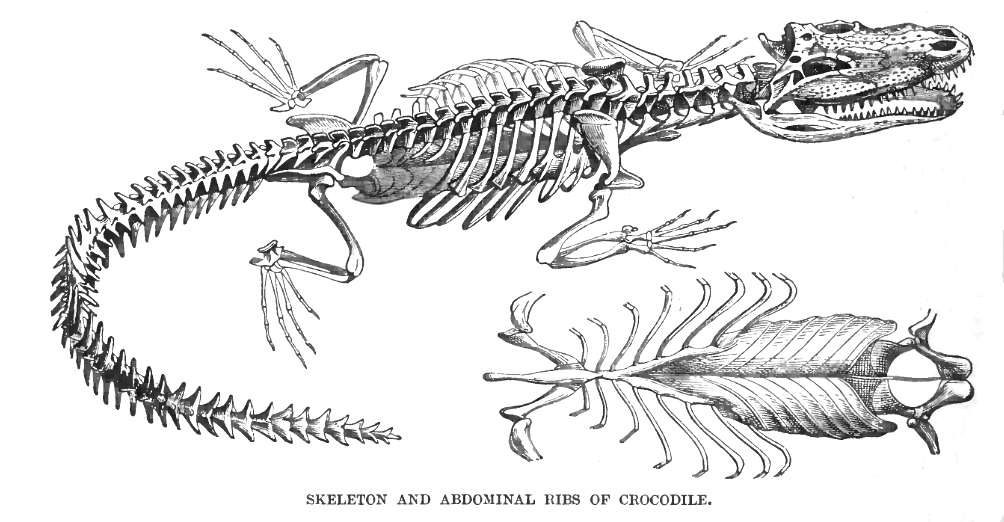
鳄和恐龙一样，其腹部的肋骨演化为胃骨片

虽然鳄看上去很古老，但是它们是生理上比较复杂的爬行动物。不像大多数爬行动物，它们的心脏有四个腔，此外它们有隔膜和大脑皮质。它们的外形是对于它们水生和捕猎生活的适应。它们的生理特征使得它们成为非常成功的猎手。它们的身体是流线型的，使得它们能够很快游泳。它们游泳时将它们的腿靠在身边，来减小阻力，加快它们在水中的速度。它们的脚上有蹼，他们虽然不用它们的脚来驱动，但是这使得它们可以迅速转动和突然行动。在开始游动时它们脚上的蹼也起作用。此外在浅水中它们有时在水中爬行。
在水中和在陆上鳄在短距离里非常快。它们的鄂咬下来的力道非常大，是所有动物中最有力的，其值可以超过每平方英寸5000磅。相对比的，鬣狗可达每平方英寸800磅，大白鲨可达每平方英寸690磅，罗威纳犬为每平方英寸335磅。它们的牙齿锋利，用来撕和咬住肉。但是由于鳄的咬力非常高，它们头颅内容肌肉的位置全部被关闭鄂的肌肉占据了，因此假如它们的鄂被钳住的话它们张不开嘴。动物学家在研究或者运输鳄时因此常用胶布将它们的嘴关着沾起来。鳄还有非常锋利和有力的爪。它们颈的横向运动的范围有限，因此在陆上在自己和鳄的嘴之间有一颗小树就足以提供保护。
鳄没有性染色体，它们的性别是由孵化时的温度决定的。在31.6摄氏度左右孵化出来的是雄性的，偏离这个温度孵化出来的是雌性的。平均孵化期为约80天，根据温度的不同孵化期也会有所不同。
一些属于鱷形超目的鳄的近亲曾经是食草的。

### 年龄
目前没有可靠的估计鳄的年龄的方法。一些使用的手段基于比较可靠的推测。最重要的手段是测量骨头和牙齿上的环。一般认为通过干季和雨季的交替每年会长一个环。 但是这个技术有一定的不可靠性。按照这个数据似乎体型比较大的鳄活的寿命也比较長。灣鱷估计平均可以活约70岁。一些数据似乎说明有些活达100岁以上。其中最长寿的一条在俄罗斯的一个动物园里死去，估计活到了115岁。
在澳大利亚动物园的一只雄性淡水鳄估计有130岁了。

### 大小
鳄随种类的不同体形差异很大。最小的是侏儒鱷，最大的是生活在澳大利亚北部和东南亚的湾鳄。大的鳄可达五六米长，重1200公斤以上。即使大的鳄在刚出生时也只有约20厘米长。
至今为止最长的鳄是被一名教师在澳大利亚猎射的一条湾鳄，长8.6米。后来这名教师变成了一个动物保护者。 最长的依然活着的鳄是生活在印度奥里萨邦的野生保护区的一条湾鳄。2006年6月它被列入吉尼斯世界纪录大全。
位于第二名的两条鳄均达到6.2米。其中一条是1974年在澳大利亚被偷猎者射杀的，后来野生守护者测量了它的长度。另一条是1983年在巴布亚新几内亚被射猎的。后来动物学家测量了它的皮。由于皮一般比实际动物要小，所以估计它的实际长度还要至少长出10厘米。

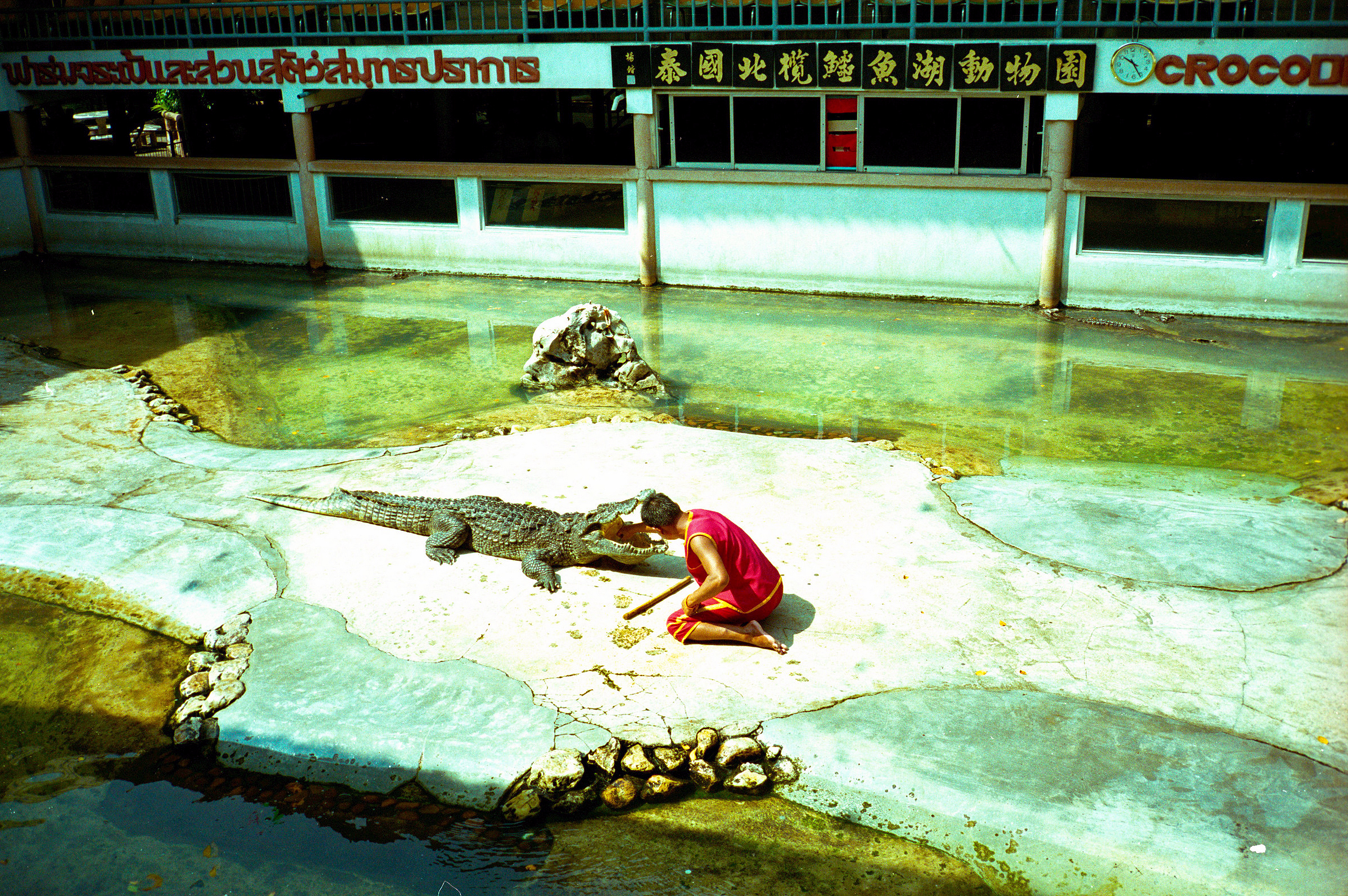
泰国北榄鳄鱼湖动物园

在被圈养的鳄中最长的是著名的泰国北榄鳄鱼湖动物园圈养的一条名为（意为“大”）的鳄，它是湾鳄和暹羅鱷的杂种，于1972年6月10日出生，长6米，重1,114.27公斤。
另一条很大的被圈养的鳄是在巴布亚新几内亚捕捉的，后来被卖到佛罗里达的一个鳄鱼养殖场。1997年2月它因心脏病死，当时长5.5米，约70至80岁。

### 与鼍（短吻鳄）的区别
鳄科与鼍科（短吻鳄）的动物经常被混在一起，但是实际上它们之间的区别比人和猩猩的还要大。从外形上鼍的头是形的，吻部较圆宽；而鳄的头是形的，吻部较尖窄。在闭上嘴时，鼍只会露出较少的上颚牙齿；而鳄则是上下牙齿交错露出。

## 生理和行为
鳄是静候猎手，它们等到鱼或者陆上的动物走到附近然后突然袭击。作为冷血动物它们惰性比较高，因此可以很长时间不吃东西依然活着。它们很少主动去狩猎。虽然鳄看上去非常慢，但是在水中它们是非常有力的猎手，多种鳄被观察到袭击和杀死鲨鱼。
鳄吃鱼、鸟、哺乳动物，偶尔也吃小的鳄。在世界上大多数地区野生鳄受保护，但是它们也被养殖。鳄皮被加工为皮革用来制做皮革制品如皮鞋和手提包。在世界上许多地方鳄肉被看作美食。养殖最广泛的种是湾鳄和尼罗鳄。在亚洲也有养殖湾鳄和比较少见的暹羅鱷的杂种。在澳大利亚鳄养殖导致湾鳄的数量提高，原因是因为鳄的蛋大多数来自于野生的鳄，因此地主们一般愿意保护鳄的居住区。与今天生活的大多数爬行动物相比鳄更加接近鸟类和恐龙，它们一起组成初龍類。

### 对人的危害
大的鳄可以对人非常危险。湾鳄和尼罗鳄是最危险的，每年在东南亚和非洲杀死上百人。沼澤鱷对人也很危险。1945年2月19日在兰里岛之战中约900名日本陆军士兵试图通过约10英里的有湾鳄的红树林撤退。最后20名日本士兵被英国军队俘虏，约500人撤退成功，大多数其他人被鳄吃掉，当然，英军的炮火也造成了一定的伤亡，这可能是鳄吃人数目最多的一次。2001年鳄是动物导致人死亡数目最高的原因。

### 返巢本能
观察似乎证明鳄具有返巢本能。 在澳大利亚北部人们用直升机将三只咸水鳄运输了400公里，但是根据装载它们身上的定位系统在三个星期内它们又回到了它们原来的住地。

## 分类

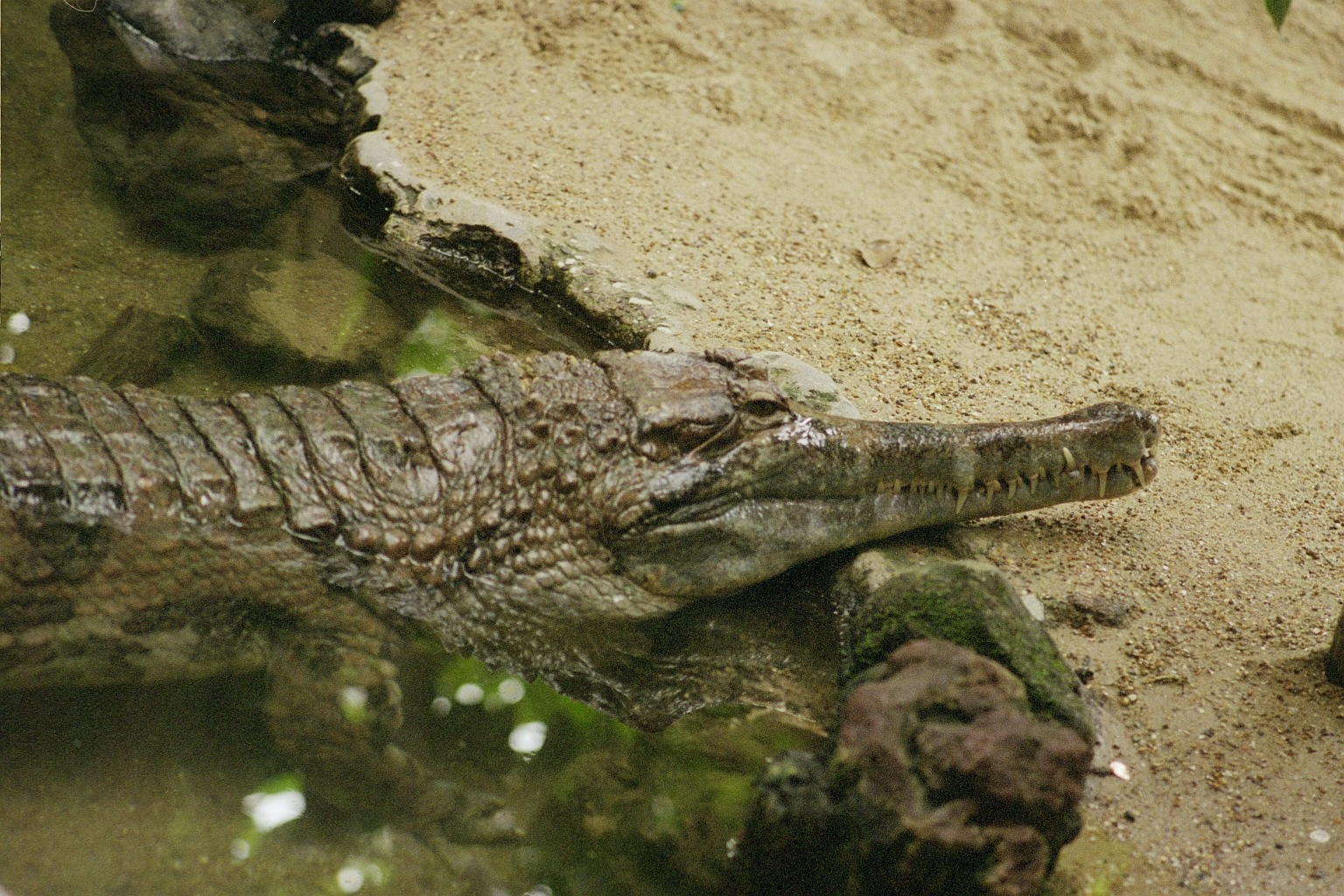
非洲狹吻鱷（Crocodylus cataphractus）

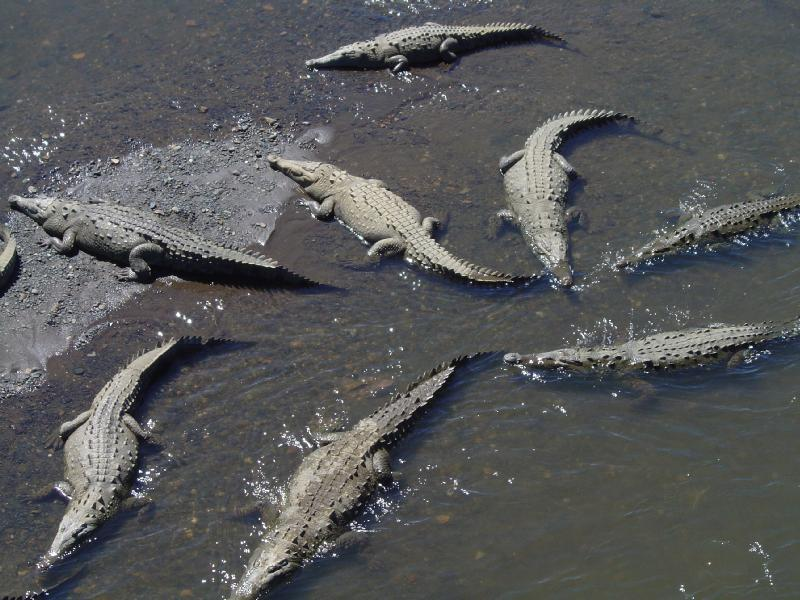
一群鳄

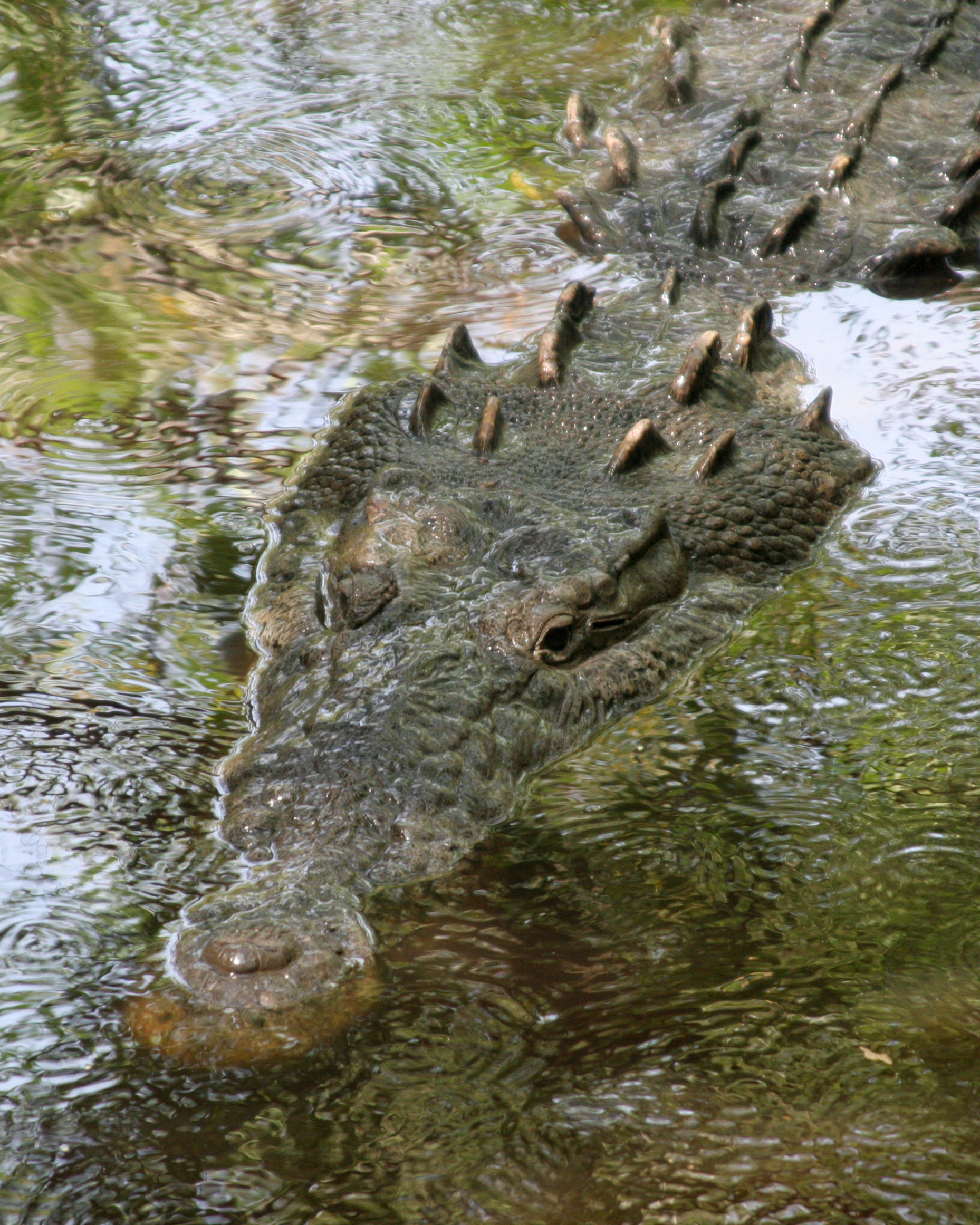
美洲鱷

今天尚存的大多数种属于鳄属，另一个属只有一个种。
- 鱷科 
  - 马氏鳄亚科 （灭绝）
  - 鳄亚科 
    - 属 （灭绝）
    - 属 （灭绝）
    - 沃亞鱷屬 Voay（灭绝）
    - 侏儒鱷属 
      - 侏儒鱷 ，对于它是一个种还是两个种有争议，目前它们被看作两个亚种

    - 鳄属 
      - 美洲鳄 
      - 非洲狹吻鱷 ，近年的分析认为它应该自分一属
      - 奧利諾科鱷 
      - 澳洲淡水鱷 
      - 菲律賓鱷 
      - 危地馬拉鱷 
      - 尼羅鱷 
      - 新畿內亞鱷 
      - 沼澤鱷 
      - 灣鱷 
      - 古巴鱷 
      - 暹羅鱷 

  - Baru Willis, Murray & Megirian, 1990 
    - Baru darrowi Willis et al., 1990
    - Baru huberi Willis, 1997
    - Baru iylwenpeny Yates, Ristevski & Salisbury. 2023[9]
    - Baru wickeni Willis, 1997

  - Brachychampsa Gilmore, 1911
    - Brachychampsa montana Gilmore, 1911
    - Brachychampsa sealeyi Williamson, 1996[10]

  - 三棱鳄属 Trilophosuchus Willis, 1993
    - Trilophosuchus rackhami Willis, 1993[11]

## 应用

### 鳄皮

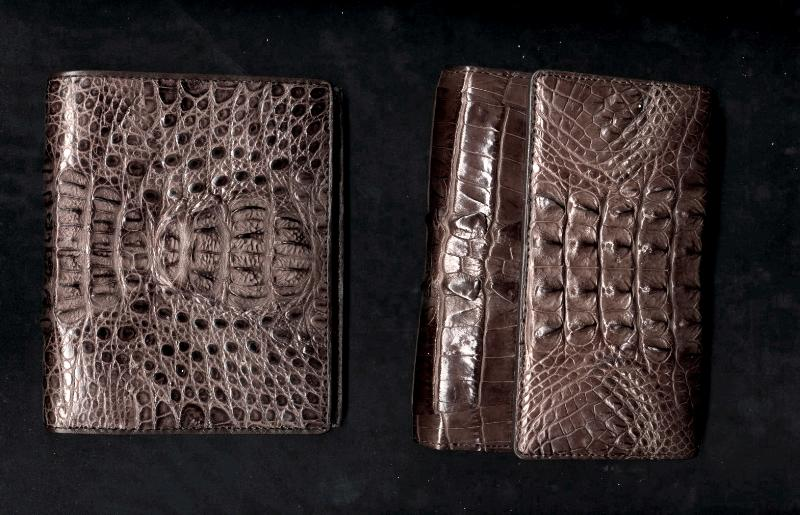
曼谷的鳄养殖场制作的鳄皮革钱包

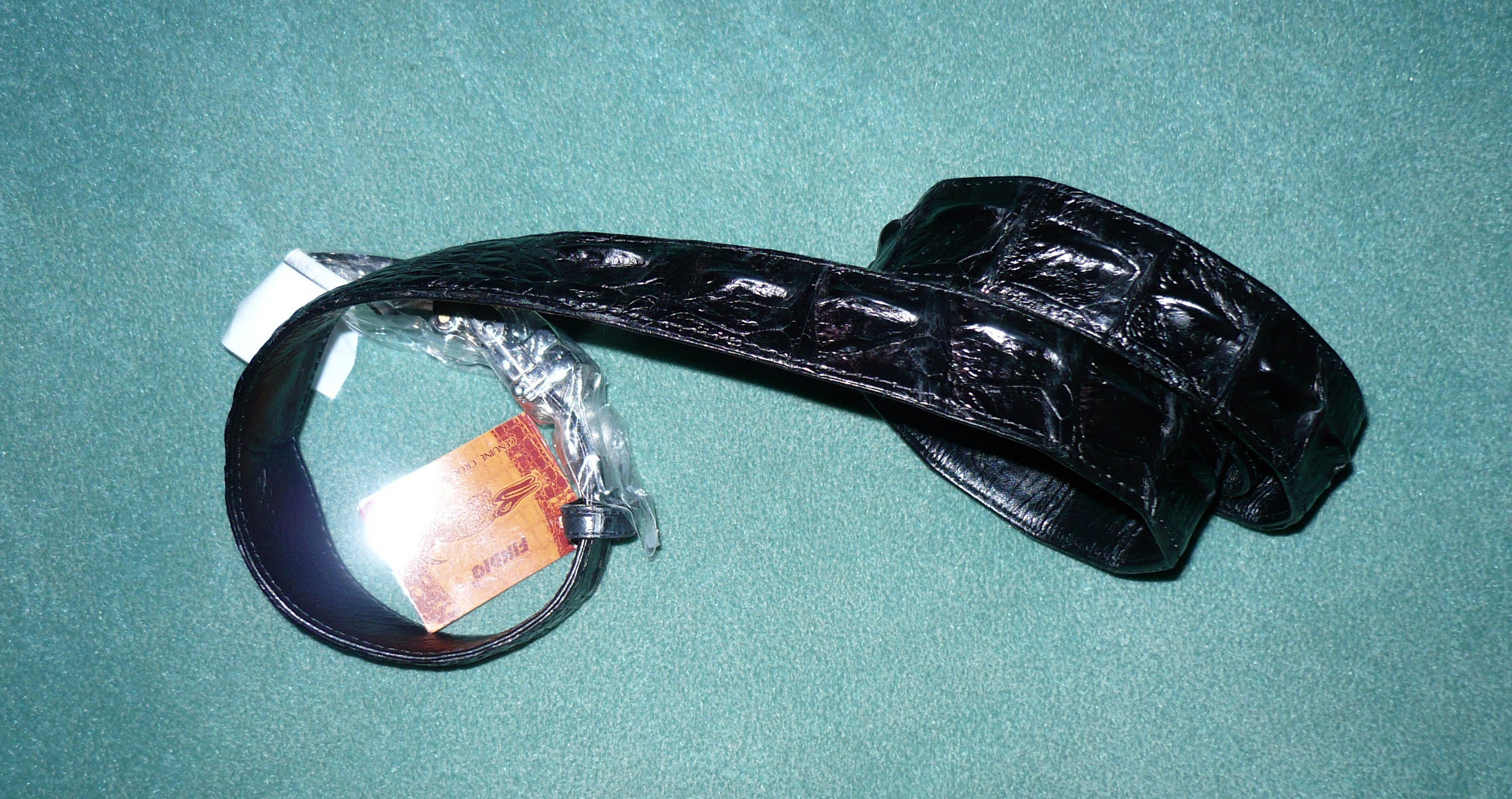
清迈鳄鱼皮带

鳄皮可以做成许多不同的商品如钱包、皮包、皮带、皮鞋和幔子。

### 食用
在一些国家如澳大利亚、埃塞俄比亚、泰国、南非和古巴鳄被食用。在世界上其它一些国家在特殊饭店里有鳄作的菜。鳄肉是白色的，其营养成份与其它传统的肉食一样高。比起其它肉来它的膽固醇成分高些。鳄肉滋味很好，而且可以伴汤。脊背和尾部的肉为最好。

## 流行文化
- 在詹姆斯·馬修·巴里写的《彼得潘》中一只大鳄鱼咬掉了虎克船长的一只手，迫使他改装了一个钩子，因为它还吃了一只鐘，所以它不停地发出嘀嗒声警告虎克船长它在追他。最后他还是追上了虎克船长
- 在迪士尼动画片《救難小英雄》中的坏人有两个鳄鱼作为帮手
- 在迪士尼动画片《变身国王》中的坏蛋也有一只鳄鱼作为宠物
- 在动画片《游戏王GX》中一个澳大利亚学生有一只鳄鱼作为宠物
- 在动画片《ONE PIECE》中有一种实际上不存在的鳄鱼。另外，在阿拉巴斯坦篇章，也有出現一種巨大的香蕉鱷魚，曾被香吉士強力踢擊踹飛。
- 在《蝙蝠俠》中有鳄鱼式的人物出现
- 在占士邦电影中有两集中有鳄出现
- 《神奇宝贝》中第二代的小鋸鱷